# عشق پلاستیکی
«عشق پلاستیکی» "Plastic Love" (プラスティック・ラブ Purasutikku Rabu) ترانه‌ای از ماریا تاکوچی خوانندهٔ ژاپنی است که در سال ۱۹۸۴ تحت آلبوم موفق وی، ورایتی منتشر شد؛ همچنین یک سال بعد از آن به عنوان تک‌آهنگ نیز منتشر شد.
این ترانه که نمونه کامل سبک سیتی پاپ است، در زمان انتشار خود توانست نسبتاً موفق باشد و ۱۰٬۰۰۰ نسخه به فروش برساند. اما در سال ۲۰۱۷ یک ریمیکس ۸ دقیقه ایی این آهنگ در یوتوب بارگذاری شد که باعث محبوبیت فراوان آهنگ در جوامع بین اللملی شد، نسخه آپلود شده در یوتوب در مدت زمان کوتاهی توانست پیش از ۲۴ میلیون بازدید به دست آورد اما به علت مشکلات کپی رایت بودن جلد آهنگ این ویدیو به مدت کوتاهی از دسترس خارج شد؛ هر چند این ویدیو در اواسط سال
۲۰۱۹ دوباره فعال شد و از زمان توانسته پیش از ۹۹ میلیون بازدید و پیش از ۱ میلیون لایک به دست آورد.
موفقیت و محبوبیت فراوان عشق پلاستیکی و همچنین محبوبیت دوباره ترانه با من بمان خواننده فقید ژاپنی میکی ماتسوبارا در فضای مجازی باعث شناخته شدن سبک سیتی پاپ در خارج از ژاپن شد و توانست بعد از ۳۰ سال از کنار رفتن این سبک آن را نه تنها احیا بلکه آن را به محبوبیتی برساند که حتی در دوران اوج این سبک در دهه ۸۰ میلادی نیز شاهد نبوده‌است.

## تولید
«عشق پلاستیکی» توسط ماریا تاکوچی آهنگسازی و توسط همسرش، تاتسورو یاماشیتا تهیه و تنظیم شده‌است. در مصاحبه ایی تاکوچی به ژاپن تایمز گفت: «من می‌خواستم آهنگی بنویسیم که شنونده را وادار به رقص کند، آهنگی که حال و هوای سبک سیتی پاپ را داشته باشد…، متن آهنگ دربارهٔ زنی هست که مردی عاشقش بوده را از دست داده‌است.» یاماشیتا نوازنده گیتار، یاساهارو ناکاشانیتی نوازنده پیانو الکتریکی، کوکی ایتو نوازنده گیتار باس و جون آاویاما نوازنده درام در این آهنگ هستند.
این آهنگ برای اولین بار در آلبوم موفق تاکوچی به اسم ورایتی منتشر شد، همچنین در سال بعد از آن به عنوان تک آهنگ نیز منتشر شد که دوازدهمین تک آهنگ تاکوچی نیز حساب می‌شود.

## انتشار
| شماره      | نام                               | مدت   |
| ---------- | --------------------------------- | ----- |
| ۱.         | «عشق پلاستیکی» (اکستند کلاب میکس) | ۹:۱۵  |
| ۲.         | «عشق پلاستیکی» (نیو ری-میکس)      | ۴:۵۱  |
| مجموع مدت: | مجموع مدت:                        | ۱۴:۰۶ |

| چارت (۱۹۸۵)                 | بالاترین رتبه |
| --------------------------- | ------------- |
| ژاپن (Oricon Singles Chart) | ۸۶            |

## همچنین بخوانید
ترانه با من بمان از میکی ماتسوبارا که در سال ۲۰۲۱ محبوبیت فراوانی کسب کرد.